# Сорокин, Алексей Иванович (адмирал)
Алексе́й Ива́нович Соро́кин  (28 марта 1922, с. Кирилловка, Арзамасского района, Нижегородской области, РСФСР — 4 марта 2020, Москва) — политический работник Вооружённых Сил СССР. Первый заместитель начальника Главного политического управления Советской Армии и Военно-морского флота (1981—1989), адмирал флота (1988). Депутат Верховного Совета СССР XI созыва, Народный депутат СССР (1989—1991). Участник Великой Отечественной войны.

## Биография
Родился 28 марта 1922 года в селе Кирилловка Арзамасского района в многодетной крестьянской семье. Окончил среднюю школу в селе Выездное Арзамасского района. В октябре 1939 года окончил курсы водителей при Арзамасском техникуме механизации и электрификации сельского хозяйства.
Отец, участник Первой мировой войны, умер в 1933 году.

### Великая Отечественная война

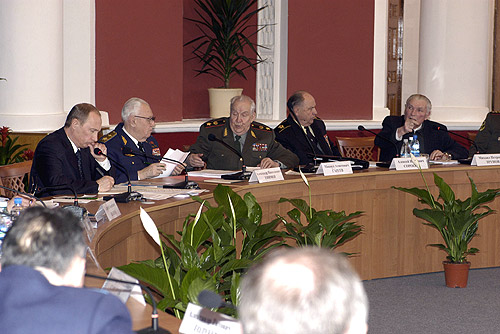
Сорокин А. И. (второй справа)

С началом Великой Отечественной войны в 1941 году Алексей Сорокин призван Арзамасским РВК Горьковской (Нижегородской) области в Красную Армию. Прошёл обучение на миномётчика, после чего сам стал инструктором. Член ВКП(б) с 1943 года.
На фронте с декабря 1942 года. Служил в 977-м стрелковом полку 270-й стрелковой дивизии. Был в миномётном расчёте. Вместе с полком сражался на Калининском, затем Первом Прибалтийском фронтах. Прошёл обучение на трёхмесячных фронтовых курсах политработников, после чего вернулся в свою часть в должности младшего политрука. За годы войны участвовал в Смоленской, Белорусской, Прибалтийской операциях. Участвовал в штурме Кёнигсберга. Победу встретил, участвуя в блокаде Курляндской группировки врага. Воевал храбро, менее чем за два года пребывания на фронте награждён тремя орденами.
Приказом № 47/н от 29.11.1943 по 270-й стрелковой дивизии комсорг 2-го стрелкового батальона 977-го сп 270-й сд 92-го ск 1-го Прибалтийского фронта сержант Сорокин А. И. награжден орденом Красной Звезды за уничтожение в бою 10 солдат противника и проявленное мужество и инициативу.
Приказом № 5 от 23.01.1944 по 92-му стрелковому корпусу, командир отделения 2-го стрелкового батальона 977-го сп 270-й сд 92-го ск 1-го Прибалтийского фронта сержант Сорокин А. И. награжден орденом Отечественной войны II-й степени за овладение деревней Забужье и уничтожение 13 солдат противника при отражении контратаки.
Приказом ВС 43-й Армии 1-го Прибалтийского фронта № 166 от 03.09.1944 комсорг 361-го сп 156-й сд 43-й армии 1-го Прибалтийского фронта младший лейтенант Сорокин А. И. награжден орденом Отечественной войны I-й степени (был представлен к ордену Красного Знамени) за добросовестную работу и увеличение численности комсомольской организации полка в период наступательных боёв.

### Послевоенный период
После окончания войны служил с октября 1945 года помощником начальника политотдела 552-й артиллерийской бригады Воронежского военного округа, с апреля 1946 года — секретарём бюро комсомольской организации 1303-го зенитно-артиллерийского полка в Бакинской армии ПВО. В 1948 году поступил в Военно-политическую академию имени В. И. Ленина. Поскольку на артиллерийском факультете оказался перебор, Сорокин выбрал военно-морской факультет.

#### На Тихоокеанском флоте
Окончив академию в 1952 году, получил назначение на Тихоокеанский флот. Служил заместителем командира по политической части на эскадренных миноносцах «Редкий» (с июля 1952) и «Вдумчивый» (с августа 1953). С сентября 1954 года — заместитель командира лёгкого крейсера «Калинин» по политической части. С марта 1956 года — заместитель командира 174-й бригады эсминцев Тихоокеанского флота по политической части. С июня 1958 года — начальник политотдела военно-морской базы «Советская Гавань».
С мая 1961 года — начальник политотдела 9-й дивизии противолодочных кораблей Тихоокеанского флота. С января 1964 года служил начальником политотдела военно-морской базы «Стрелок» в Приморском крае. 25 октября 1967 года присвоено звание контр-адмирал.

#### На высших политических должностях

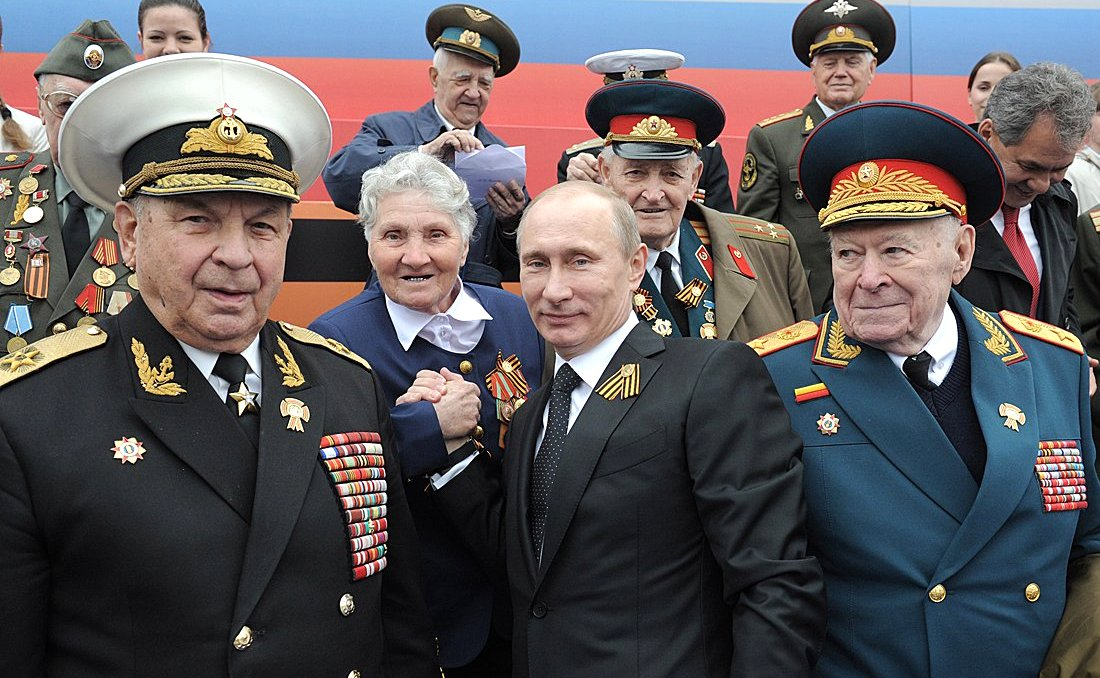
Адмирал флота в отставке Сорокин А. И., Президент Российской Федерации Путин В. В., генерал армии в отставке Бобков Ф. Д. на военном параде на Красной площади в ознаменование 67-й годовщины Победы в Великой Отечественной войне

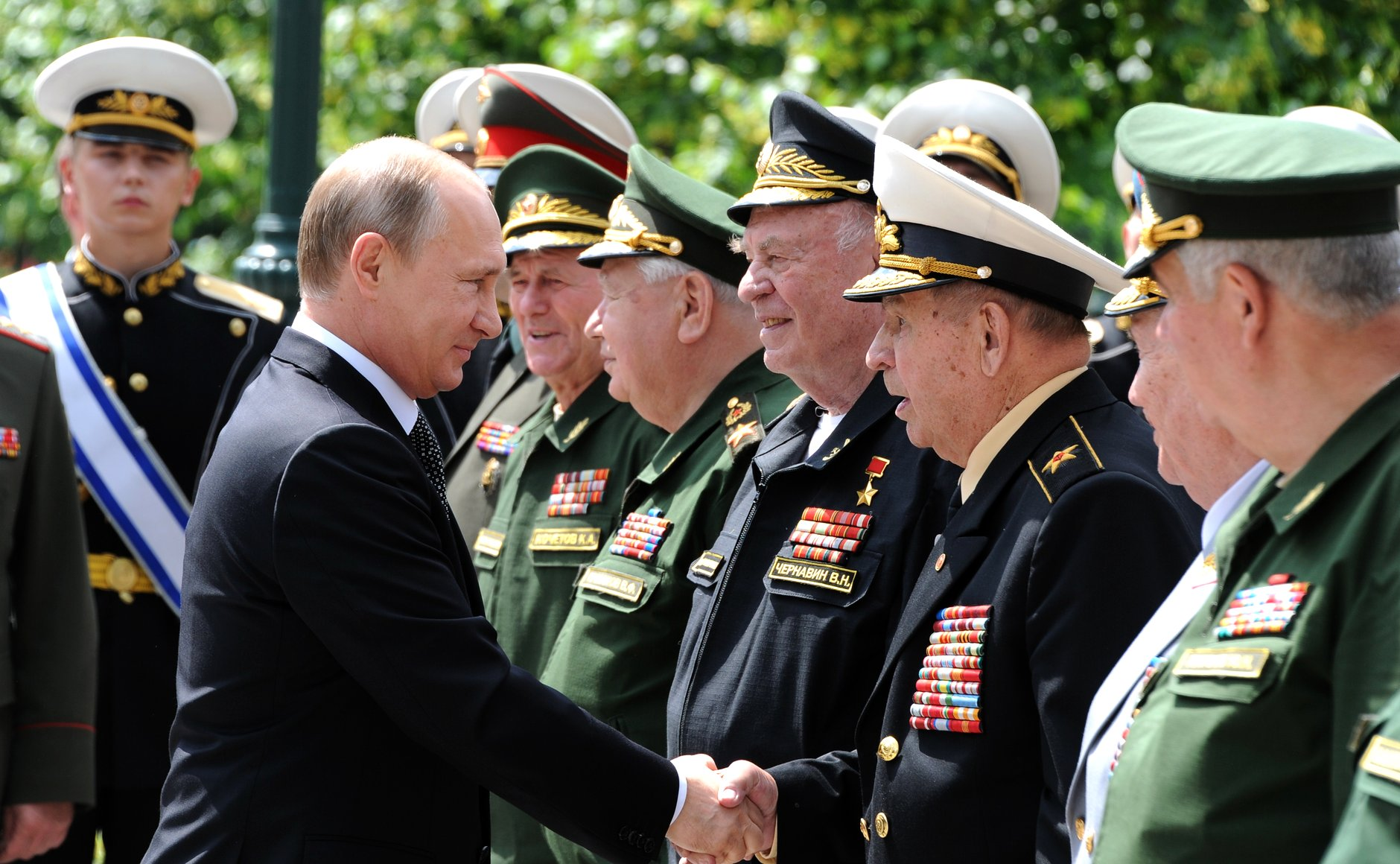
А. И. Сорокин у Могилы Неизвестного Солдата в День памяти и скорби. 22 июня 2015 года

В феврале 1968 года назначен начальником отдела пропаганды и агитации — заместителем начальника Политуправления ВМФ. С июля 1972 года — первый заместитель начальника Политического управления Военно-морского флота СССР.
В 1973 году получает назначение на должность члена Военного Совета — начальника политуправления Северного флота. 25 апреля 1975 года присвоено воинское звание вице-адмирал.
В 1976 году назначен на должность начальника Управления пропаганды и агитации — заместителя начальника Главного Политического управления Советской Армии и Военно-Морского флота. В 1979 году (16 февраля) присвоено воинское звание адмирал. В январе 1980 года назначен начальником Политуправления Военно-морского флота. С сентября 1981 года Алексей Сорокин назначен первым заместителем начальника Главного Политического управления Советской Армии и Военно-Морского флота. 16 февраля 1988 года присвоено воинское звание адмирал флота.
С 1989 года — в Группе генеральных инспекторов Министерства обороны СССР.
Кандидат в члены ЦК КПСС в 1986—1990 годах. Депутат Верховного Совета СССР XI созыва (1984—1989). Народный депутат СССР (1989—1991).

### В отставке
В отставке с мая 1992 года.
Возглавлял Объединённую редколлегию Общероссийской Книги Памяти павших в годы Великой Отечественной войны.
С 1999 года — председатель Координационного совета Международного союза «Содружеств общественных организаций ветеранов независимых государств». С 2008 года — генеральный инспектор Управления генеральных инспекторов Министерства обороны Российской Федерации, с 2012 по 2013 год был старшим в Управлении. Почётный Председатель совета Старейшин РОО «Клуб адмиралов».
Жил в Москве. Умер 4 марта 2020 года. Похоронен с воинскими почестями 6 марта на Федеральном военном мемориальном кладбище. В октябре 2020 года над могилой установлен памятник.

## Награды

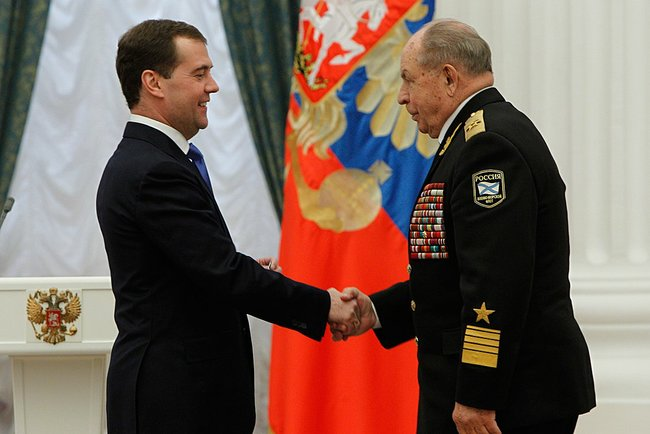
Дмитрий Медведев награждает адмирала флота в отставке Сорокина орденом Почёта

- Орден Почёта (24 февраля 2012 года) — за заслуги в укреплении обороноспособности страны и многолетнюю активную общественную деятельность[10]
- Орден Ленина
- Орден Октябрьской Революции
- Два ордена Отечественной войны 1-й степени (3 сентября 1944 года, 11 марта 1985 года)
- Орден Отечественной войны 2-й степени (23 января 1944 года)
- Орден Трудового Красного Знамени (31 октября 1967 года)
- Два ордена Красной Звезды (29 ноября 1943 года, 30 декабря 1956 года)
- Орден «За службу Родине в Вооружённых Силах СССР» 3-й степени (30 апреля 1975 года)
- Медали СССР
- Медали РФ
- Иностранные награды:
  - Орден «Данакер» (Кыргызстан, 4 мая 2007 года) — за большой вклад в развитие кыргызско-российского сотрудничества, заслуги в создании и развитии ветеранского движения в странах Содружества Независимых Государств и ветеранской организации в Кыргызстане[11]
  - Орден «Звезда дружбы народов» в золоте (ГДР)
  - Орден Заслуг I степени (Венгрия)
  - Орден Знамени Венгерской Народной Республики (Венгрия, 23 сентября 1980 года)
  - Орден Красного Знамени (Афганистан)
  - Орден Саурской Революци» (Афганистан, 26 сентября 1989 года)
  - Орден Народной Республики Болгария II степени (Болгария, 22 января 1985 года)
  - Медаль «За боевое содружество» I степени (Венгрия, 11 июня 1985 года)
  - Медаль «За укрепление дружбы по оружию» в серебре (ЧССР, 1970)
  - Медаль «40 лет освобождения Чехословакии Советской Армией» (ЧССР, 28 марта 1985 года)
  - Медаль «Военная доблесть» I класса (Румыния, 4 сентября 1980 года)
  - Медаль «20-я годовщина Революционных Вооружённых сил Кубы» (1976)
  - Медаль «30-я годовщина Революционных Вооружённых сил Кубы» (24 ноября 1986 года)
  - Медаль «100 лет Освобождения Болгарии от османского рабства» (Болгария)
  - Медаль «100 лет со дня рождения Георгия Димитрова» (Болгария)
  - Медаль «За укрепление братства по оружию» (Болгария, 1977)
  - Медаль «1300 лет Болгарии» (Болгария, 29 марта 1982 года)
  - Медаль «30 лет Национальной Народной Армии» (ГДР)
  - Медаль «Братство по оружию» в золоте (ГДР, 1 марта 1983 года)
  - Медаль «40 лет освобождения Кореи» (КНДР, 10 августа 1985 года)
- Общественные награды России, в том числе:
  - Орден «Во славу флота российского» 1-й степени[12]
  - Орден «Во славу флота российского» 2-й степени[13]
- Грамота Содружества Независимых Государств (1 июня 2001 года) — за активную работу по укреплению и развитию Содружества Независимых Государств[14]
- Грамота Содружества Независимых Государств (8 мая 2010 года) — за активную работу по укреплению и развитию Содружества Независимых Государств и в связи с 65-й годовщиной Победы в Великой Отечественной войне 1941–1945 годов[15]
- Почётная грамота Президента Российской Федерации (4 октября 2017 года) — за высокие личные показатели в служебной деятельности и многолетнюю добросовестную работу
- Государственная премия Российской Федерации имени Маршала Советского Союза Г.К.Жукова в 2015 году (8 мая 2015 года) — за книгу «Великая победа над фашизмом. Вклад братских народов союзных республик СССР в завоевание Победы в Великой Отечественной войне 1941 - 1945 гг.», посвящённую единству и боевому братству представителей союзных республик СССР в годы Великой Отечественной войны[16]

## Почётные звания
Почётный гражданин города Арзамаса Нижегородской области (2009 год);
Почётный гражданин Арзамасского района Нижегородской области (2018 год);
Лауреат Государственной премии Российской Федерации имени Маршала Советского Союза Г. К. Жукова.

## Память
- В 2020 году Средней школе № 12 с кадетскими классами города Арзамаса решением Правительства Нижегородской области было присвоено имя адмирала флота Алексея Ивановича Сорокина[17].
- Постановлением Кирилловского сельсовета Арзамасского муниципального района № 177 от 16 августа 2021 года в селе Кирилловке было присвоено имя Адмирала Сорокина новой улице[18].
- В рамках празднования 100-летия со дня рождения была издана книга «Сорокин Алексей Иванович: Адмирал флота: к 100-летию со дня рождения»[19].
- 31 марта 2022 года Выставочном отделе Арзамасского историко-художественного музея состоялось открытие мемориальной выставки «Наш адмирал. К 100-летию со дня рождения адмирала флота Алексея Ивановича Сорокина», где были представлены личные вещи Алексея Ивановича, на открытии присутствовали представители Правительства Нижегородской области, мэр города Арзамаса, руководители промышленных предприятий и дочь А. И. Сорокина кандидат философских наук Ольга Алексеевна Молоканкина[20].
- Мемориальная доска А.И. Сорокину установлена на здании Кирилловского Дома Культуры.
- Установлен бюст в ныне действующей Навигацкой школе ГБОУ ПМКК в Москве.